# 福島町青函トンネル記念館

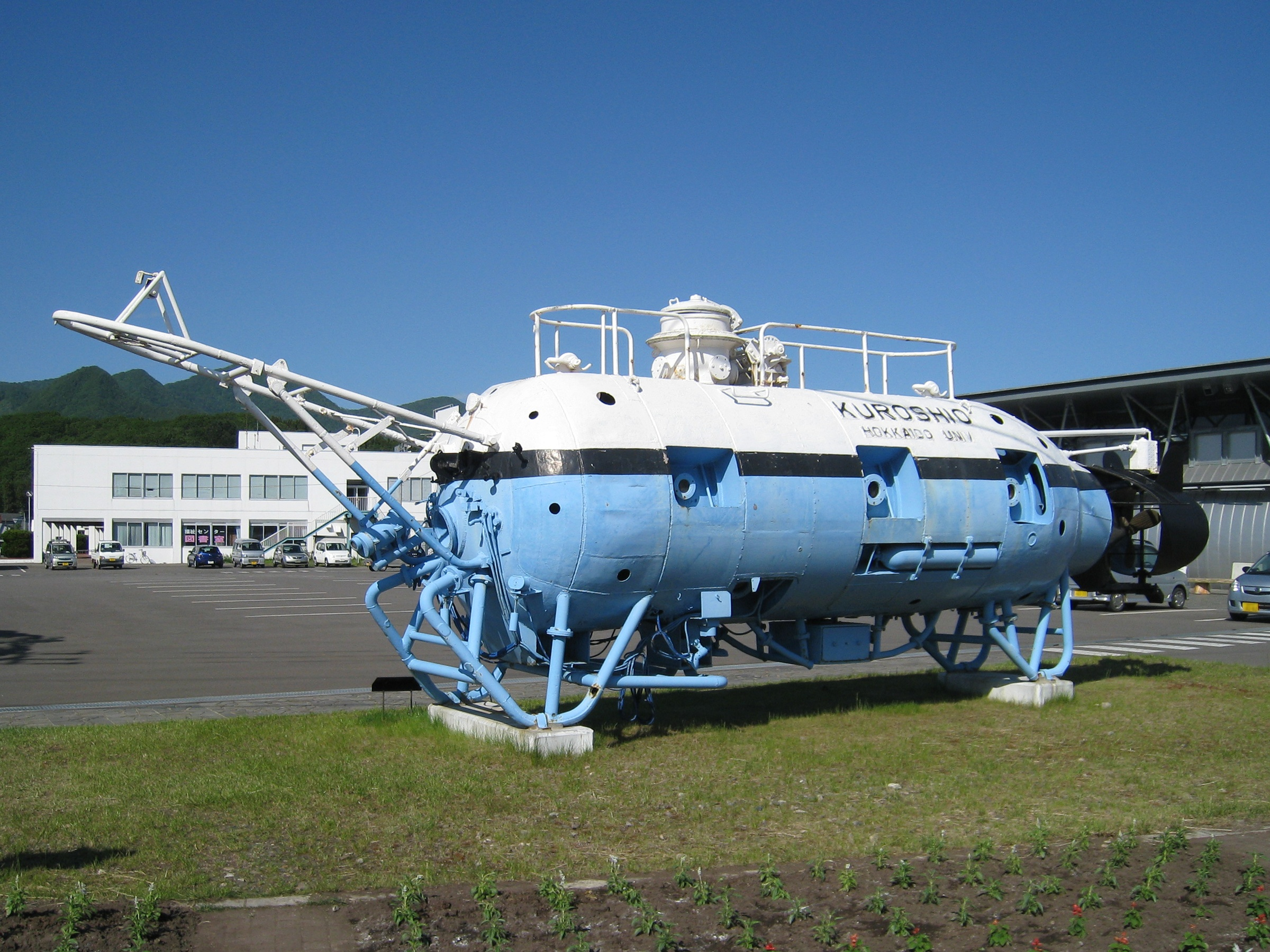
潜水艇くろしおII号

福島町青函トンネル記念館（ふくしまちょうせいかんトンネルきねんかん）は、北海道松前郡福島町にある博物館である。

## 概要
2010年（平成22年）5月現在、世界最長の海底トンネルである青函トンネル建設の工事記録や土木技術が収められた建設技術集積施設で、設備重機などトンネル文化を体験できる。円筒を2つ並べた外観は、地上に姿を現した海底トンネルという物語的デザインをとっている。
貴重な展示資料の他、施設の広場では朝市等のイベントが催されていて、トンネル建設時の海底ボーリング調査に使われた潜水艇くろしおII号も展示されている。
当記念館は吉岡定点（旧・吉岡海底駅）の直上ではなく、福島町中心部に存在する。一方、当記念館とは離れているが、同定点の直上付近にはトンネルメモリアルパークという小さな公園が存在する。

## 沿革
- 1973年（昭和48年）10月1日：前身となる北海道立青函トンネル記念館が開館。
- 2002年（平成14年）10月31日：北海道立青函トンネル記念館が閉館。
- 2005年（平成17年）4月23日：跡地にて福島町青函トンネル記念館が開館。

## 略史
福島町青函トンネル記念館の前身は、青函トンネルが建設中であった1973年（昭和48年）10月1日に開館した北海道立青函トンネル記念館である。1億8000万円をかけて建設された施設であり、2001年（平成13年）9月17日に延べ入館者数が100万人を突破したものの、建物の老朽化や入館者減少の影響で不採算の施設となり2002年（平成14年）10月31日に閉館した。
その跡地において福島町が町立の記念館を建設することとなり、2005年（平成17年）4月23日に福島町青函トンネル記念館が開館した。4億7000万円の総事業費が投入され、一級建築士事務所のアトリエブンクが建物の設計を行っており、施工は前田建設工業や地元業者による共同企業体が担当して、また展示品の製作は乃村工藝社が担当している。

## 施設利用
- 開館時間：9:00 - 17:00
- 休館日：12月1日 - 3月31日
- 入館料（括弧内は20名以上の団体） 
小・中・高校生：200円（150円）
一般（中・高校生を除く15歳以上）：400円（300円）
  - 横綱記念館との共通券 
小・中・高校生：350円（250円）
一般：700円（500円）

シアター室の貸し切り利用には別途料金がかかる。

## 施設・展示内容
- 多目的ホール
- 海峡交流史
- 青函トンネル物語
- トンネルミュージアム
  - トンネル監視ステーション
  - トンネルデータベースコーナー
- トンネルプラザ
  - ワークショップステージ
  - ワープトンネル
- シアター

## 交通アクセス
- 函館バス - 木古内・松前線、「青函トンネル記念館」下車。